# Dogofry (Nara)
Pour les articles homonymes, voir Dogofry.
 (mai 2025).
Dogofry est une commune malienne, située dans le pays de la Bakhounou, dans le cercle de Ballé, et la région de Nara, elle a pour chef-lieu la localité chef-lieu de cercle : Ballé.

## Villages
La commune s'étend sur 28 localités relevées lors du recensement général de 2009. 
Les villages les plus peuplés sont :
- Ballé (6 135 habitants) ;
- Kassakaré (3 002 habitants) ;
- Gassambarou (2 280 habitants).